# Friedrich Altrichter
Friedrich Altrichter (Berlino, 3 settembre 1890 – Bedaik, 14 aprile 1949) è stato un generale tedesco della Wehrmacht durante la seconda guerra mondiale.

## Biografia
Friedrich Altrichter nacque a Berlino il 3 settembre 1890. Il 16 marzo 1910 si arruolò come soldato nell'esercito imperiale tedesco, dopo aver frequentato la scuola di guerra di Neiße fu promosso a tenente, partecipò alla prima guerra mondiale durante la quale fu promosso capitano nel 1918 e guadagnò entrambe le croci di ferro. Dopo la guerra fu arruolato nel Reichswehr e nel 1929 divenne insegnante presso la scuola di fanteria a Dresda dove nel 1931 verrà promosso maggiore. Nel 1937 fu promosso Colonnello, nel 1939 partecipò alla campagna di Polonia.
Il 1º aprile 1941 fu promosso maggiore generale. Il 12 luglio 1941 gli fu assegnato il comando della 1. Infanterie-Division e negli anni successivi sarà impegnato sul fronte orientale al comando prima della 58. Infanterie-Division e poi della 154. Infanterie-Division; nel 1942 guadagnò la croce tedesca in oro e nel 1943 fu promosso tenente generale. Fu catturato dalle truppe dell'Armata Rossa il 17 aprile 1945 e successivamente fu internato nel campo di prigionia di Bedaik dove morì per infarto il 14 aprile 1949.